# Zecchino d'Oro 1974
Il sedicesimo Zecchino d'Oro si è svolto a Bologna dal 17 al 19 marzo 1974.
È stato presentato da Cino Tortorella.
Maria Federica Gabucci, Sabrina Mantovani e Claudia Pignatti sono state ospiti in una puntata del programma I migliori anni, condotto da Carlo Conti e sono state ospiti al programma Attenti a quei due - La sfida condotto da Fabrizio Frizzi e Max Giusti.
Sabrina Mantovani nel 1976 ha inciso svariati dischi per bambini, ed ora scrive testi.
Fabrizio Forte nel 1993 ha partecipato anche alla trasmissione 44 gatti condotta da Rita dalla Chiesa. Con Francesco Gabbani nel 2017 ha cantato Pachidermi e pappagalli.
In questa edizione tutte le canzoni sono state interpretate da due, tre o quattro bambini.

## Brani in gara
- Ciribiricoccola (Testo: Virginio Capitini/Musica: Gualtiero Malgoni) - Stefania Cornazzani e Fabrizio Forte (6 anni)
- Cocco e Drilli (Testo: Walter Valdi/Musica: Walter Valdi) - Maria Federica Gabucci, Sabrina Mantovani, Claudia Pignatti e Alessandro Strano (10 anni)
- Concerto della città (Testo: Laura Zanin/Musica: Giordano Bruno Martelli) - Gelmina Alessi e Giuseppe Giorgio (7 anni)
- Il buio (Testo: Tony Martucci, Paolo Limiti/Musica: Alberto Anelli) - Daniela Delfino e Maria Laura Pirisi (7 anni)
- Il gioco della rima (Testo: Alberto Testa/Musica: Gualtiero Malgoni) - Rossella Colombin e Assunta Paravani (7 anni)
- Il mago matto (Testo: Maurizio D'Adda, Franco Spadavecchia/Musica: Positano, Barberia) - Morena Cecere e Patrizia Orsi (6 anni)
- La cometa ha perso la coda (Testo: Vittorio Sessa Vitali/Musica: Claudio Valle) - Claudia Graziani e Mihoko Shimoura (しもうら みほこ) (10 anni)
- L'orso Giovanni (Testo: Umberto Napolitano/Musica: Mario Barbaja) - Massimo Ferluga, Alessia Franchini e Tiziana Taveri (2 anni)
- Nonna-ni-nonnina (Testo: Franca Evangelisti/Musica: Mario Pagano) - Maria Paola Martinelli e Michela Rudello (9 anni)
- Tutto questo per un chiodo (Testo: Giuliano Taddei/Musica: Lorenzo Pilat) - Giovanni Marcianò, Maurizio Romano e Enrico Sani (10 anni)
- Umpa-pà (Testo: Fiorenzo Fiorentini/Musica: Mario Pagano) - Marco Giovanetti e Roberta Girotti (7 anni)
- Un gigante (Testo: Corrado Comolli/Musica: Claudio Valle) - Isabella Faggin e Alessandra Rosciano (9 anni)